# Bogát (Szombathely)
Bogát a korábbi Zarkaháza, ma Szombathely része Vas vármegyében.

## Fekvése
Szombathely belvárosától 7 km-re délkeletre, a Gyöngyös-patak mentén, Szentkirály és Zarkaháza keleti szomszédságában fekszik. A mai település tulajdonképpen a kastély körüli majorból alakult ki.
Legfontosabb közúti megközelítési útvonala a 87-es főút, mely régebben a központjátől délre haladt el, egy ideje viszont már észak felől elkerüli azt.

## Nevének eredete
Bogát a régi krónikák szerint – tévesen, mert Bulcsú maga közölte Bíborbanszületett Konstantinnal, hogy az ő apja Kál harka volt – Bulcsú vezér apja volt. Neve 921-ben a kalandozásokkal kapcsolatban szerepel Liutprandnál. A feltételezések szerint a település egykor Bogát szállásterülete volt. Szombathely közelében fekszik Bucsu község is, ebből gondolhatták tévesen, hogy ő Bogát fia volt.

## Története
Bogát a neve alapján a 10. században már létezhetett, hiszen nevét Bogátról kapta, akit tévesen Bulcsú apjának tartottak. A település a Koppány-felkelés leverése után királyi birtok lett. Szent István ezt a vidéket a Gizella királyné kíséretében érkezett Hermán nemzetségnek adományozta. A nemzetség neve fennmaradt a szomszédos Gyöngyöshermán nevében. A Bogátiak a Hermánok várjobbágyai voltak. A középkorban Bogát része volt Pederbogát, a későbbi Péteri település is, melyet Várföldebogát néven is említenek. 1263-ban a bogáti várjobbágyok között találjuk Omodé győri püspök családját is. A települést írásos emlék 1281-ben "Bogad" alakban említi először, amikor a Hemán nemzetség tagjai osztoznak a birtokán. 1410-ben Csencsics Miklós és Simon a birtokosai, 1421-ben Bogáti Andrásné zálogbirtoka. 1461-ben Senye Tamás egy részét zálogként szerzi meg. A Bogáti család utolsó említése 1479-ben történt, ezután már nem fordulnak elő birtokosként az oklevelekben. 1455-ben a vasvári káptalan V. László király rendeletére Theyedy Imre szombathelyi várnagyot iktatta a bogáti birtokba. A 16. században a birtokosok között feltűnik az Erdődy és a Sibrik család is. 1563-ban Sibrik László bogáti birtokát és elhagyott kúriáját testvérével Gergellyel cseréli el annak szarvaskendi birtokáért. Tehát ekkor már biztosan állt egy nemesi kúria a településen.
Az adóösszeírások szerint 1538-ban Erdődy Péternek 1 porta és 9 szegény, 1553-ban Sibrik Lászlónak 6 fél porta és 5 üres ház, 1588-ben Sibrik Tamásnak és Istvánnak fél porta, egy nemesi kúria, 2 zsellér és két szolga, 1598-ban Sibrik Tamásnak és Istvánnak 4 ház, 1 negyed telek és 6 elhagyott ház volt a birtokában. 1589-ben Sibrik János a birtok felét a kastély hellyel Batthyány Farkasnak zálogosította el. A 18. században került a település a horvát származású Skerletz család birtokába, akik valószínűleg a 19. század elején impozáns emeletes kastélyt építettek ide.
Vályi András szerint "BOGÁT. Elegyes falu Vas Vármegyében, lakosai katolikusok, határja síkos, és termékeny, réttyei jók, fája ugyan kevés, de más javai ezt helyre hozzák, első Osztálybéli"
Fényes Elek geográfiai szótárában így ír Bogátról: "Bogát, magyar falu, Vas vgyében, a Gyöngyös mellett, Szombathelyhez 1 óra, 74 kath. lak. Nevezetes ezen kis helység kastélyáról és borszesz-gyáráról, mely ezelőtt a cs. kir. had számára sokat eladott. A határnak nevezetes része gyümölcsfákkal ültettetett be. F. u. Skerlecz Károly."
1856-ban a Skerletz itteni kastélyát és birtokát gróf Festetich Dénesnek adta el, aki 1860-ban a kastélyt a mai formájában építette át.

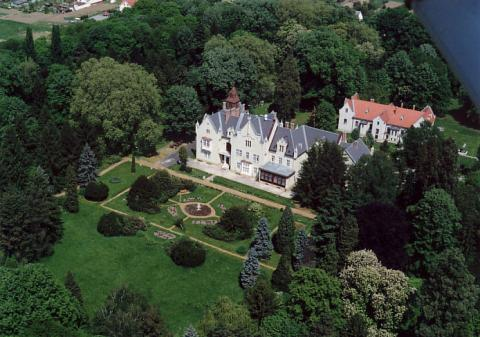
A bogáti kastély légifotón

Vas vármegye 1898-ban kiadott monográfiájában így írnak a településről: "Bogát tulajdonképen Zarkaháza-Bádonfához tartozik és azért említjük meg külön, mert itt van gróf Festetich Kálmánnak nagyszabású, szép kastélya, melynek régi, emeletes collonádos részét Skerletz báró építtette e század elején. Tőle vásárolta 1856-ban gróf Festetich Dénes, aki 1860-ig jelenlegi alakjában felépíttette. A kastély igazi főuri izléssel van berendezve. Remek szép lépcsőháza régi fegyverekkel és régiségekkel van diszítve, lakosztályai pedig értékes keleti szőnyegeket, antik tárgyakat, nagy értékű butordarabokat, festményeket stb. tartalmaznak, míg kápolnája rendkivül érdekes és értékes bibliai jeleneteket ábrázoló régi festményeket foglal magában."
A kastélyt és a birtokot 1936-ban dr. Hajdú Zoltán az Osztrák-Angol Bank bécsi irodaigazgatója vásárolta meg és a kastélyon újabb átalakításokat végeztetett, annak egyik szárnyát lebontatta és a kiskastélyt átalakíttatta. 1944. július 4-én az angolszász légierő támadást intézett a kastély ellen, melyben a németek telefonközpontja üzemelt. A támadásban a kastély sértetlen maradt, azonban az ott tartózkodók közül három személy halálos sérüléseket szenvedett. A kastély 1945-ig maradt a Hajdú család birtoka, ezután a megyei tanács kezelésébe került. 1968-tól 13 évig az MSZMP pártiskolája, oktatási központ, majd 1981-től a Fővárosi Önkormányzat tulajdona, mely szociális otthont működtet benne.

## Nevezetességei
Kastélya az angol cottage építészeti stílus egyik jellegzetes magyarországi képviselője. A kastélyt a Skerletz család építtette, valószínűleg a 19. század elején. A korabeli források szerint már a 16. században állt itt nemesi udvarház, azonban nem tudni hogy az a mai kastély helyét állt-e. Az épületet 1860-ban új tulajdonosa gróf Festetich Dénes átépítette és korszerűsíttette. Utoljára 1968-ban végeztek rajta nagyobb belső átalakítást. 10,4 hektáros a Gyöngyös-patakig lenyúló szép park övezi, számos faritkasággal. Az 1993-as dendrológiai felmérés szerint 28 fenyőféle és 60 lombos díszfa és díszcserje ékesíti. Közöttük számos termetes mamutfenyő, keleti lucfenyő, duglászfenyő, jegenyefenyő, hemlokfenyő, cédrus, ezüst hárs, vérbükk, tulipánfa, császárfa, kaukázusi szárnyasdió és vadgesztenye található.

## Közlekedés
A városrészben egy főbb útvonal van, a Bogáti út, valamint a közelben halad el a 87-es út.
Bogátot az 1-es, 1A és 1U autóbuszok szolgálják ki, melyeket a Volánbusz üzemeltet.